# Wilkowiczki (województwo śląskie)
Wilkowiczki (niem. Klein Wilkowitz) – wieś sołecka w Polsce, położona w województwie śląskim, w powiecie gliwickim, w gminie Toszek.
W latach 1975–1998 wieś należała administracyjnie do województwa katowickiego.
Wierni Kościoła rzymskokatolickiego należą do parafii św. Katarzyny Aleksandryjskiej w Toszku.

## Nazwa
Nazwa miejscowości pochodzi od zdrobnienia polskiej nazwy zwierzęcia Wilk. 
W księdze łacińskiej Liber fundationis episcopatus Vratislaviensis (pol. Księga uposażeń biskupstwa wrocławskiego) spisanej za czasów biskupa Henryka z Wierzbna w latach 1295–1305 miejscowość wymieniona jest w zlatynizowanej formie Wilcovitz.
Polską nazwę Wilkowiczki oraz zgermanizowaną Klein Wilkowitz wymienia w 1896 roku śląski pisarz Konstanty Damrot w książce o nazewnictwie miejscowym na Śląsku. Słownik geograficzny Królestwa Polskiego wydany pod koniec wieku XIX podaje polską nazwę miejscowości Wilkowice małe oraz niemiecką Klein Wilkowitz.
W okresie hitlerowskiego reżimu w latach 1936-1945 nazwę miejscowości zmieniono na całkowicie niemiecką – Wölfingen.

## Integralne części wsi
| SIMC    | Nazwa  | Rodzaj  |
| ------- | ------ | ------- |
| 0222491 | Łączki | kolonia |

Mieszkańcy wsi wyróżniają jeszcze przysiółek Wilkowiczki, który nie figuruje w TERYT.

## Turystyka
Przez wieś przebiega szlak turystyczny:
- – Szlak Okrężny Wokół Gliwic